# Yolanda Andrade (fotógrafa)
Yolanda Andrade (Villahermosa, 22 de mayo de 1950) es una fotógrafa mexicana reconocida por su trayectoria de casi cinco décadas en el campo de la imagen documental y artística. Su obra se ha distinguido por una mirada crítica y profundamente personal sobre los espacios urbanos y la cultura popular mexicana, con especial atención a las identidades sexuales y las luchas feministas del país.
De 1977 a 2003 trabajó trabajó exclusivamente en blanco y negro, desarrollando un extenso proyecto sobre la Ciudad de México. A partir de 2003 realizó su transición al color y a la técnica digital, extendiendo sus proyectos a ciudades de otros países en América, Asia y Europa. En 1994 fue galardonada con la Beca Guggenheim, uno de los reconocimientos más prestigiosos en las artes, humanidades y ciencias sociales a nivel internacional. Y en 2024 el Gobierno de México le otorgó la Medalla Bellas Artes en Artes Visuales.

## Biografía
Nació el 22 de mayo de 1950 en Villahermosa, Tabasco. Desde niña se sintió atraída por el teatro y el cine. A los 18 años se trasladó a la Ciudad de México para estudiar idiomas. Entre 1971 y 1974 asistió al taller de actuación de José Luis Ibáñez. Durante esta etapa adquirió su primera cámara, sin plantearse aún convertirse en fotógrafa profesional, no obstante, se integró al Club Fotográfico de México, donde aprendió lo básico del oficio.
Poco después comenzó a trabajar como asistente de Rubén Broido, director de cine y teatro, quien entonces dirigía la productora estatal Conacite, con sede en los Estudios América, y tenía a su cargo la programación del Canal 13. Gracias a esos primeros trabajos, en 1976 Andrade pudo viajar a Estados Unidos para cursar estudios formales de fotografía en el Visual Studies Workshop de Rochester, donde permaneció por un año, hasta 1977, en el taller fue alumna de Nathan Lyons quien influyó en su concepción de la fotografía.
A su regreso trabajó para una compañía mexicana de producción cinematográfica tomando la fotografía fija de las cintas, ese fue su primer trabajo profesional como fotógrafa. Entre 1979 y 1984 trabajó para una conocida revista del mundo del espectáculo. Desde entonces, ha desarrolló una extensa trayectoria profesional colaborando con revistas, centros culturales y museos de México y el extranjero.

## Carrera fotográfica
Andrade pertenece a la generación que posicionó a la fotografía como un género artístico en México, a su regreso de Rochester se integró al grupo que más tarde conformaría el Consejo Mexicano de la Fotografía.
Su obra fotográfica ha abordado temas como la cultura popular, las manifestaciones políticas y sociales, las tradiciones religiosas, las identidades sexuales y la vida cotidiana en contextos urbanos. Para ella, toda obra es autobiográfica: su mirada como mujer detrás de la cámara le permite construir una narrativa personal, social y simbólica del mundo que habita.
Durante más de dos décadas trabajó exclusivamente en blanco y negro, documentando escenas urbanas de la Ciudad de México. En abril de 1978 presentó su primer exposición individual en la Escuela de Diseño y Artesanías, hoy sede del Centro de la Imagen, desde entonces ha presentado más de 50 exposiciones individuales en México, Estados Unidos, Eslovaquia, Cuba, República Dominicana y España.
En 1988 publicó Los Velos Transparentes, las Transparencias Veladas, su primer libro en el que incluyó una selección de 41 fotografías de su primera década de trabajo e incluyó un texto introductorio de Carlos Monsiváis, donde la define de la siguiente manera:

“Como a todo fotógrafo profesional, a Yolanda Andrade le costó hacerse de un punto de vista, y sabe que un punto de vista no es una técnica infalible, sino la perspectiva desde dónde aceptar o desconfiar de la tradición disponible. Ella no se repite, amplía su propuesta con los temas (y las situaciones) que elige”.

En 1994 recibió la beca de la John Simon Guggenheim Memorial Foundation por su proyecto fotográfico sobre la Ciudad de México, un reconocimiento de gran relevancia, ya que solo seis fotógrafos mexicanos —incluyéndola— fueron distinguidos con esta beca. Ese mismo año fue incorporada al Sistema Nacional de Creadores de Arte del Fondo Nacional para la Cultura y las Artes (FONCA), del cual forma parte desde entonces.
En 2000 recibió la Beca del programa de Fomento a Proyectos y Coinversiones Culturales, decimosexta emisión, para la publicación de su segundo libro Pasión mexicana, FONCA/Casa de las Imágenes, con texto introductorio de K. Mitchell Snow.

Las alas del deseo, 1993 pertenece a su etapa analógica y es una de las fotografías más emblemáticas de la lucha homosexual en México.

### Trabajo en color
A partir de 2003, comenzó una nueva etapa en su universo creativo al cambiar a la fotografía digital en color. Esto fue un parteaguas en su obra pues extendió su mirada a ciudades como París, Nueva York, Londres, Delhi, Varanasi y Ámsterdam.
Sobre este cambio en su carrera Andrade ha declarado:

“En casi todas mis fotos en blanco y negro está el ser humano frente a mi. Cuando pasé al color, cambió mi distancia y empecé a tomar el paisaje urbano y sus escenarios, porque tengo una mayor influencia de la pintura, del cine y del teatro”.

Su primera serie en color la realizó en Tlacotalpan, Veracruz, durante la Feria de la Virgen de la Candelaria. A partir de entonces, su obra destacó por una estética particular en el uso del color, especialmente en la representación de luces artificiales como el neón y la fosforescencia. En el 2004 viajó a Las Vegas para fotografiar los aspectos cotidianos de la vida americana; en el 2009 viajó a París donde realizó su serie fotográfica sobre dicha ciudad y en el 2010 visitó la India para fotografiar diversas ciudades.
Aunque su trabajo en color se consolidó en la década de los 2000, en 2020 salió a la luz una serie temprana capturada en 1978, centrada en Terry Holiday, la primera vedette travesti de la Ciudad de México. Según la propia fotógrafa, los rollos a color tomados durante aquella sesión permanecieron extraviados durante décadas y fueron redescubiertos en ese año. Las imágenes se presentaron por primera vez en su exposición individual Terry Holiday y el México De-Generado (1978-2020), inaugurada en la Galería Memoria de Madrid, España.
En las más de dos décadas que Andrade lleva trabajando con cámara digital a color, ha publicado los libros: Visiones Paralelas (2009), Las Vegas: artificio y neón (2013) y A través del cristal (2009) con texto introductorio de Elizabeth Ferrer, que forma parte de la colección Luz Portatil de Artes de México. En edición limitada, numerados y firmados, ha publicado los libros: Una mexicana en París (2012), Enigma (2017), Caminando en Londres (2019), Wandering Alone (2023), Fragmentos (2024).

La habitación del hotel La Sirena en Veracruz es una de las imágenes más conocidas de su etapa a color debido a la intensidad de sus tonos

Con casi cinco décadas de carrera Andrade es una de las figuras más destacadas en el panorama contemporáneo de la fotografía en México. Ha sido conferencista en instituciones como el International Center of Photography en Nueva York, la Universidad de Texas en Austin, el California Museum of Photography y el Centro Cultural La Moneda en Santiago de Chile. En 2012 recibió la Medalla al Mérito Fotográfico del INAH y en 2019 se le realizó un homenaje en el marco del Festival Internacional de la Imagen FINI de la Universidad Autónoma del Estado de Hidalgo.
En 2024 recibió la Medalla de Bellas Artes en la disciplina de Artes Visuales por “documentar la cultura popular y urbana y la diversidad sexual del país”, este es el máximo galardón que el Gobierno de México a través de la Secretaría de Cultura otorga a sus creadores.

## Impacto de su obra
Andrade ha documentado manifestaciones, marchas o mítines de diversas índoles: culturales, de derechos humanos, del orgullo homosexual o de mujeres, posicionándose como una figura clave dentro de la fotografía feminista contemporánea. Su cuerpo de trabajo explora diversos aspectos de los espacios urbanos, de la cultura popular y la relación que existe entre los habitantes y la ciudad. Así como su mirada íntima y cotidiana sobre cómo se relaciona ella como mujer y como fotógrafa con la ciudad, que es un “escenario donde ocurren paralelamente diversas historias”.
Gladys Villegas escribe que respecto al tema de la mujer, reconoce que como fotógrafa y como mujer, el movimiento feminista ha sido fundamental en su proceso personal y profesional, e influye en su quehacer como fotógrafa. A partir de esto y teniendo en cuenta que para ella toda obra es siempre autobiográfica, el tema de lo femenino no sólo son las imágenes directas donde vemos mujeres o situaciones que les atañen, sino su posición como persona que está detrás de la cámara. Ella es la fotógrafa que mira a través de su objetivo con una mirada de mujer, así su proyecto fotográfico le sirve también para reflexionar sobre la situación de la mujer, la sexualidad, las tradiciones, el machismo, entre otros.

Mi propósito ha sido presentar, desde una perspectiva personal, diversos aspectos de la cultura mexicana: la imagen de la muerte, las procesiones religiosas, los acontecimientos políticos y sociales, el teatro callejero, la cultura popular, la identidad sexual y la lucha contra el sida. La suma de estos temas refleja también una autobiografía visual y una búsqueda que, a la manera de un proceso alquímico, me lleve a desarrollar una mirada andrógina.

### Museos e instituciones donde se expone su obra
Su trabajo forma parte de importantes colecciones de museos e instituciones privadas, entre los que se pueden mencionar:
En Estados Unidos: J. Paul Getty Museum, Los Angeles, California, Hammer Museum, Los Angeles, San Francisco Museum of Modern Art, San Francisco Santa Barbara Museum of Art, Santa Barbara, California; Museo de El Barrio, Nueva York; Museum of Contemporary Photography, Chicago; Southwest Texas State University, Southwestern and Mexican Photography, San Marcos, Texas; Southeast Museum of Photography, Daytona Beach Community College, Daytona Beach, Filadelfia; Princeton University Art Museum, Princeton, NJ; New Orleans Museum of Art, New Orleans, LA; The Nelson-Atkins Museum of Art, Kansas City, MO; Philadelphia Museum of Art, Philadelphia.
En México: Secretaría de Hacienda y Crédito Público, Centro de la Imagen, Museo de Arte Moderno, Museo Universitario de Arte Contemporáneo de Ciudad de México.
Europa y Asia: Guangdong Museum of Art, Guangzhou, China; Bowdoin College Museum of Art, Brunswick, Maine; Musée de Grenoble, Collection Antoine de Galbert, Grenoble, Francia.
Colecciones privadas: Anna Gamazo de Abelló, Madrid, España; Leticia y Stanislaw Poniatowski, Paris, Francia; Fondation A Stichting, Bruselas, Bélgica, Fotografía Latinoamericana de Jean-Louis Lariviére, Buenos Aires, Argentina, Colección Gilman and Gonzalez-Falla, New York, NY,y Galería López Quiroga, Ciudad de México.

## Libros publicados
- 1988: Los velos transparentes, las transparencias veladas, Gobierno del Estado de Tabasco.
- 2000: Ciudad de México: una visión fotográfica, CONACULTA/FONCA, México, D. F.
- 2002: Pasión Mexicana, Casa de las Imágenes, CONACULTA/FONCA, México, D. F.
- 2007: Melodrama barroco, Universidad Autónoma de la Ciudad de México, México, D. F.
- 2009: Fragmentos de la noche, catálogo de exposición en el Museo del Arzobispado de la SHCP, México, D. F.
- 2009: Visiones paralelas, Alianza Francesa/Baume & Mercier, México, D. F.
- 2009: A través del cristal, Colección Luz Portátil, Editorial Artes de México, México, D. F.
- 2009: Ese extraño mundo de las imágenes. (publicación independiente).
- 2010: París, a travel journal. (publicación independiente).
- 2011: Diario de Varanasi y Calcuta. (publicación independiente).
- 2012: Una mexicana en Paris, Alianza Francesa de Polanco/CONACULTA.
- 2013: Las Vegas: artificio y neón.
- 2017: Enigma. (publicación independiente).
- 2019: Caminando en Londres. (publicación independiente).
- 2023: Wandering Alone. (publicación independiente).
- 2024: Fragmentos. (publicación independiente).

## Becas y premios
- 1986: Mención honorífica en el concurso de fotografía del PSUM, México D.F.
- Beca de producción en la IV Bienal de Fotografía, CMF-INBA, México D.F.[18]
- 1993 a 1996: Beca del Sistema Nacional de Creadores del Fondo Nacional para la Cultura y las Artes.[19]
- 1994- Beca de John Simon Guggenheim Memorial Foundation para la realización de su proyecto sobre la Ciudad de México.
- Residencia artística en el Sheldon Arts Center, St. Louis, en el Museo Latino en Nebraska.
- 1997 a 2000: Segunda beca del Sistema Nacional de Creadores del Fondo Nacional para la Cultura y las Artes de la Ciudad de México.[20]
- 2000: Publica el libro "Ciudad de México: una visión fotográfica" con apoyo del Programa de Fomento a Proyectos y Coinversiones Culturales (Decimosexta edición) del FONCA de la Ciudad de México.[21]
- Coedita el libro "Pasión mexicana / Mexican passion" con el Programa de Fomento a Proyectos y Coinversiones Culturales del FONCA.
- 2003 a 2006: Tercera beca del Sistema Nacional de Creadores del FONCA.[22]
- 2012: Medalla al Mérito Fotográfico, XIII Encuentro Nacional de Fototecas, INAH.
- 2019: Reconocimiento a la trayectoria por el Festival Internacional de la Imagen,Universidad Autónoma del Estado de Hidalgo.
- 2024: Medalla de Bellas Artes, otorgada por el Instituto Nacional de Bellas Artes y Literatura por su trayectoria fotográfica.

## Exposiciones

### Exposiciones individuales (selección más reciente)
- 2012: Una Mexicana en París en el Museo de la Ciudad de Querétaro, México.[23]
- 2014: Escenas del Teatro Urbano en Museo Tambo Quirquincho, en Bolivia, La Paz, Bolivia.
- 2014: Escenas del Teatro Urbano en el Centro Cultural Estación Mapocho, Santiago de Chile, Chile.
- 2014: Mexican Still Life en Kunstuitleen, Amstelven, GRID Photo Festival, Ámsterdam, Holanda.
- 2014: Cuando Empieza la Noche en Patricia Conde Galería, México, D. F.
- 2015: Cuando Empieza la Noche en Museo Regional de Antropología Carlos Pellicer Cámara, Villahermosa, Tabasco.
- Cuando empieza la noche, Centro Fotográfico Manuel Alvarez Bravo, Oaxaca, Oaxaca.
- 2016: Cuando empieza la noche, Museo Fernando García Ponce, MACAY, Mérida, Yucatán.
- 2017: Dentro y Fuera,Vigía de la sorpresa Galería José María Velasco, FotoMéxico.
- 2018: El hechizo de la India, Alhóndiga de Granaditas, Festival Internacional Cervantino, Guanajuato.
- 2021: Yolanda Andrade, 31st Month of Photography, House of Arts, Bratislava, Eslovaquia.
- 2022: Terry Holiday y el México De-Generado (1978-2020), Galería Memoria, Madrid, España.
- 2024: Luz Oscura, Museo Archivo de la Fotografía, Ciudad de México.
- 2025: Materia imperfecta, Museo de Arte Moderno, Ciudad de México.

### Exposiciones colectivas (selección más reciente)
- 2008: Fragmentos, Museo de Arte de Ciudad Juárez, INBA.
- 2010: Visiones del Arte Mexicano, Museo La Tertulia, Cali, Colombia.[24]
- 2014: El Hombre al Desnudo, Museo Nacional de Arte, INBA, México, D. F.
- 2014: Mexican Women Photographers, Southeast Museum of Photography, Daytona State College, Daytona Beach, Florida, Estados Unidos.
- 2014: Paramount Pictures Studios, París Photo, Galería Patricia Conde, Los Ángeles, CA.
- 2014: Urbes Mutantesː Latin American Photography 1941- 2012, International Center of Photography, Nueva York, Nueva York, Estados Unidos.
- 2015: Latin Fire, Otras Fotografías de un Continente, Centro Cibeles de la Colección Anna Gamazo de Abelló, Madrid, España.
- 2023: Mexicrome, la historia de la fotografía a color en México, Palacio de Bellas Artes, México.
- 2024: Pugna, exposición en el marco de los 60 años del Museo de Arte Moderno de México.